# Bossy
«Bossy» — пісня написана Ne-Yo і виконана Ліндсі Лоан. Як повідомила група продюсерів «Stargate» пісня не є офіційним синглом і тому не матиме відеокліпу.

## Інформація
В травні 2008 пісня просочилась на «YouTube». 27 травня 2008 пісня вийшла у форматі цифрового скачування. В листопаді того ж року з'явилась інформація, що пісня «Bossy» буде входити до наступного альбому Ліндсі Лоан, але ця інформація не підтверджена.

## Список пісень
Сингл від iTunes
1. «Bossy» (Album Version) — 4:10

Промо-ремікси
1. «Bossy» (Mike Rizzo Funk Generation Radio Edit) — 3:46
2. «Bossy» (Mike Rizzo Funk Generation Club Mix) — 7:25
3. «Bossy» (Mike Rizzo Funk Generation Dub) — 7:10
4. «Bossy» (Mr. Mig Radio Edit) — 4:05
5. «Bossy» (DJ Escape & Dom Capello Radio Edit) — 3:55
6. «Bossy» (DJ Escape & Dom Capello Vocal Club Mix) — 8:09
7. «Bossy» (DJ Escape & Dom Capello Dub) — 6:09
8. «Bossy» (Josh Harris Radio Edit) — 3:52
9. «Bossy» (Josh Harris Club Mix) — 7:24
10. «Bossy» (Soulshaker Radio Edit) — 3:23
11. «Bossy» (Soulshaker Club Mix) — 7:15
12. «Bossy» (Album Version) — 4:10

Клубне промо
1. «Bossy» (Mike Rizzo Funk Generation Club) — 7:27
2. «Bossy» (DJ Escape & Dom Capello Club Mix) — 8:11
3. «Bossy» (Soulshaker Club Mix) — 7:16
4. «Bossy» (Josh Harris Club Mix) — 7:26
5. «Bossy» (Mike Rizzo Funk Generation Dub) — 7:11
6. «Bossy» (DJ Escape & Dom Capello Dub) — 6:09

Промо для радіо
1. «Bossy» (Mike Rizzo Funk Generation Radio Mix) — 3:46
2. «Bossy» (Josh Harris Radio Mix) — 3:52
3. «Bossy» (Soulshaker Radio Mix) — 3:23
4. «Bossy» (DJ Escape & Dom Capello Radio Mix) — 3:55
5. «Bossy» (Mr Mig Radio Mix) — 4:05

## Чарти
| Чарт (2008)                        | Міце |
| ---------------------------------- | ---- |
| Canadian Hot 100                   | 77   |
| U.S. Billboard Hot Dance Club Play | 1    |